# دانيال دوس سانتوس
دانيال دوس سانتوس (بالإنجليزية: Daniel Dos Santos)‏ هو فنان قصص مصورة أمريكي، ولد في 1978 في كونيتيكت في الولايات المتحدة.